# Marian Bartczak
Marian Bartczak (ur. 1908 w Gdyni, zm. 23 kwietnia 1990 w Warszawie) – polski kupiec i przemysłowiec, „Sprawiedliwy wśród Narodów Świata”. 

## Życiorys
W trakcie II wojny światowej mieszkał wraz z żoną Heleną w Warszawie, gdzie osiedlił się po wysiedleniu z rodzinnej Gdyni. Był kupcem, przemysłowcem, aktywnym w branży cukierniczej. Po przyjeździe do Warszawy, w 1940 r. pomógł uzyskać fałszywe dokumenty żydowskiemu mecenasowi, Markowi Kleinerowi (Grabowski) i wsparł go finansowo. Wynajął mu także mieszkanie. Ponadto, ukrywał i pomagał Żydówce Irenie Dienstag (Jabłońskiej), którą poznał pod koniec 1941 r. gdy we Lwowie poszukiwał rodziny Kleinera. Bartczak przywiózł ją do Warszawy wiosną 1942 roku i zatrudnił jako wychowawczynię dla własnych dzieci. Mieszkała u niego aż do wybuchu powstania warszawskiego. Bartczak pomagał także innym Żydom - jubilerowi lwowskiemu Rozumowi i dwunastoletniej Lusi ze Lwowa.
Marian Bartczak jest pochowany w Warszawie, na Cmentarzu Marysińskim, Sektor 13A, Rząd 2, Numer 27.
14 kwietnia 1985 r. Instytut Jad Waszem uhonorował Mariana Bartczaka medalem „Sprawiedliwy wśród Narodów Świata”.